# Kígyóaknás molyok
A kígyóaknás molyok (Phyllocnistinae) a valódi lepkék (Glossata) közé tartozó keskeny szárnyú molyfélék (Gracillariidae) családjának egyik alcsaládja.

## Származásuk, elterjedésük
Magyarországon a Phyllocnistis (Zeller, 1848) nem négy faja él.

## Életmódjuk, élőhelyük
Hernyóik a közvetlenül az epidermisz alatt hosszan kígyózó, igen keskeny aknákat rágnak gazdanövényeik leveleiben, illetve egy faj a füzek hajtásán is. Fő tápnövényeik fás szárúak:
- nyárfa (Populus sp.),
- fűzfa (Salix sp.).

## A magyarországi fajok
- kígyóaknás fehérnyármoly (Phyllocnistis labyrinthella Bjerkander, 1790) – Magyarországon szórványos (Pastorális, 2011)
- kígyóaknás fűzmoly (Phyllocnistis saligna Zeller, 1839) – Magyarországon sokfelé előfordul (Fazekas, 2001; Pastorális, 2011)
- kígyóaknás nyármoly (Phyllocnistis unipunctella, Ph. suffusella (Stephens, 1834) – Magyarországon sokfelé előfordul (Horváth, 1997; Pastorális, 2011)
- kígyóaknás nyárfamoly (Phyllocnistis xenia Hering, 1936) – Magyarországon sokfelé előfordul (Pastorális, 2011)